# 吉莱娜·阿拉比昂
吉莱娜·阿拉比昂（法語：Ghislaine Arabian，法語發音：[ɡilɛn aʁabjɑ̃]；1948年8月3日—）出生於法國上法蘭西大區北部省的克魯瓦，是一名法式料理的女性廚師。

## 生平
吉莱娜·阿拉比昂的廚藝，啟蒙於第二任丈夫讓-保羅·阿拉比昂（法語：Jean-Paul Arabian），他們相識在1981年的時候，當時讓-保羅·阿拉比安已經有一家餐廳，吉莱娜·阿拉比昂跟著那家餐廳的廚師蒂埃里·坎比爾（法語：Thierry Cambier）一起工作之後，吉莱娜·阿拉比昂開啟了廚藝的創造力和想像力，於是專心往餐廳事業發展。
1992年-1998年時，吉莱娜·阿拉比昂是知名Pavillon Ledoyen餐廳的主廚，米其林指南當時給予二星評鑑，也是當時唯一的二星評鑑女性廚師。2007年她買下巴黎十四區的Les Petites Sorcières餐廳經營迄今，戈和米約給予一頂高帽的評價。